# Onda Local Calatayud
Onda Local Calatayud es la emisora municipal de radio de Calatayud, Zaragoza (España). Se sintoniza en el dial 107.5 FM.

## Historia
Comenzó sus emisiones el 6 de diciembre de 1998. Anteriormente de ser Onda Local Calatayud se llamó Ondayud, y anterior a Ondayud, radio UNED. Sus estudios están en la AV/ San Juan N.º 1, en los bajos de la Universidad Nacional de Educación a Distancia. Durante su primer año, formó parte de la red de emisoras de Onda Local Aragón, ya desaparecida.

## Oferta
Al inicio tenía una amplia parrilla de programación, pero sin informativos. Actualmente, tiene menos programación pero ha introducido un boletín informativo local a mediodía.
En las horas en las que no tiene emisión conecta actualmente con Aragón Radio, lo que hace que esta emisora se escuche en dos frecuencias en la ciudad. Tiempo atrás las conexiones se hacían con EFE radio o RNE.
Sus estudios cuentan con una sala de redacciçon, un despacho, dos locutorios y dos estudios técnicos.